# 皮涅鲁 (佩纳菲耶尔)
皮涅鲁是葡萄牙波尔图区的一个堂区。总面积4.47平方公里，总人口2297人，人口密度513.9人/平方公里。